# 黎德壽站
黎德壽站（越南语：／）位於越南首都河內市紙橋郡枚驛坊，是河內都市鐵路3號線的一個車站，2024年8月8日開業。

## 鄰近地點
- 越南商業大學
- 河內韓國國際學校
- 枚驛公墓

## 外部連結
- 黎德壽站（河內都市鐵路的官方網站） （页面存档备份，存于）